# بحران ۲۰۲۵ هند و پاکستان
در ۲۳ آوریل ۲۰۲۵، بحرانی بین هند و پاکستان پدید آمد که با حمله ۲۰۲۵ پهلگام، حمله‌ای تروریستی در دره بایساران جامو و کشمیر که منجر به کشته شدن ۲۷ نفر، از جمله ۲۵ گردشگر هندو، یک گردشگر مسیحی و یک مسلمان محلی و همچنین زخمی شدن بیش از ۲۰ نفر دیگر شد، شعله‌ور شد. جبهه مقاومت در ابتدا مسئولیت این حمله را بر عهده گرفت. درگیری‌های مسلحانه بین هند و پاکستان در امتداد خط کنترل از ۲۴ آوریل آغاز شد و نگرانی‌ها از تشدید بیشتر تنش‌ها بین این دو همسایه مسلح به سلاح هسته‌ای را افزایش داد.
این اختلافات منجر به یک بحران دیپلماتیک بین دو کشور شد، زیرا هند، پاکستان را به حمایت از این حمله متهم کرد. هند اخراج دیپلمات‌های پاکستانی را آغاز کرد، کارکنان دیپلماتیک خود را فراخواند، خدمات ویزا را به حالت تعلیق درآورد، مرزهای خود را بست و خروج خود از پیمان آب‌های رود سند را اعلام کرد در حالی‌که پاکستان این اتهامات را رد کرد و با محدودیت‌های تجاری، بستن حریم هوایی و گذرگاه‌های مرزی و تعلیق توافق‌نامه شیملا پاسخ داد. کمیته امنیت کابینه هند همچنین از شهروندان هندی اکیداً خواست که از سفر به پاکستان خودداری کنند و از کسانی که در حال حاضر در این کشور هستند نیز خواست که در اولین فرصت به کشور بازگردند.
در ۷ مه، نیروهای مسلح هند حملات هوایی و موشکی را در چندین شهر پاکستان انجام دادند. مقامات هندی مدعی کشته‌شدن چندین شبه‌نظامی شدند در حالی که نیروهای پاکستانی مدعی سرنگونی پنج جت جنگنده هندی شدند.

## پیشینه
در اواخر دهه ۱۹۸۰، شورش مسلحانه اسلام‌گرایان در جامو و کشمیر آغاز شد که منجر به خروج هندوهای کشمیری از منطقه شد و این شورش از آن زمان تاکنون ادامه دارد.
در ۲۲ آوریل ۲۰۲۵، یک حمله تروریستی در دره بایساران در نزدیکی پهلگام در منطقه آنانتناگ در جامو و کشمیر تحت کنترل هند، حداقل ۲۶ گردشگر را کشته و بیش از ۲۰ نفر دیگر را زخمی کرد. طبق شهادت شاهدان عینی که در اختیار رسانه‌های هندی قرار گرفته است، مهاجمان پیش از گشودن آتش، به‌ویژه غیرمسلمانان، از قربانیان احتمالی در مورد هویت مذهبی‌شان سؤال پرسیدند.
این حمله از سال ۲۰۰۰ به یکی از مرگبارترین حملات علیه غیرنظامیان هندی در منطقه تبدیل شد. جبهه مقاومت، که گمان می‌رود شاخه‌ای از گروه تروریستی لشکر طیبه مستقر در پاکستان و تحت نظارت سازمان ملل باشد، در ابتدا مسئولیت این حمله را بر عهده گرفت. آن‌ها اظهار داشتند که این حمله در مخالفت با سیاست دولت هند مبنی بر اجازه دادن به شهروندان هندی برای زندگی و کار در کشمیر بوده است که منجر به اسکان غیربومی‌ها در منطقه شده است. چهار روز بعد، آن‌ها ادعای خود را پس گرفتند.

## بحران دیپلماتیک
در شب ۲۳ آوریل ۲۰۲۵، ویکرام مصری، وزیر امور خارجه هند، پس از دیدار با سی‌سی‌اس، یک نشست مطبوعاتی ویژه برگزار کرد. او تصمیم هند را برای تعلیق موقت معاهده آب‌های سند با پاکستان اعلام کرد که بلافاصله تا زمانی که پاکستان حمایت خود از تروریسم فرامرزی را متوقف کند، لازم‌الاجرا خواهد بود. او همچنین از بسته شدن ایست بازرسی یکپارچه در مرز عطاری-واگا، ممنوعیت سفر برای همه اتباع پاکستانی به هند تحت طرح معافیت ویزای سارک و لغو همه ویزاهای صادر شده قبلی خبر داد. علاوه بر این، مشاوران نظامی پاکستانی در کمیسیون عالی پاکستان در دهلی نو اخراج شدند، در حالی که همتایان هندی آنها در اسلام‌آباد فراخوانده شدند و تعداد کارکنان کمیسیون عالی هند در اسلام‌آباد از ۵۵ نفر به حداقل ۳۰ نفر کاهش یافت. سمت‌های چنین مشاوران نظامی لغو شده تلقی شد.
وزارت امور خارجه پاکستان با خانواده‌های قربانیان ابراز همدردی کرد، و خواجه آصف، وزیر دفاع این کشور، ادعاهای مربوط به دخالت کشورش در این حمله را رد کرد و چنین رویدادهایی را انقلاب خواند. با این حال، آصف در مصاحبه‌ای با اسکای نیوز، ضمن پاسخ به ادعاهای تروریسم، گفت که پاکستان از سه دهه پیش به دستور ایالات متحده آمریکا، بریتانیا و غرب از فعالیت‌های تروریستی حمایت کرده است.
پاکستان در واکنش به تعلیق این پیمان، آن را نامناسب و فاقد جدیت توصیف کرد. پاکستان همچنین به هند هشدار داد که در پاسخ به اقدامات اعلام شده توسط دولت هند پس از این حادثه، تلافی‌جویی جامعی انجام خواهد داد و همچنین اظهار داشت که هرگونه اقدامی که بر منابع آب تأثیر بگذارد، یک اقدام جنگی تلقی خواهد شد. در ۲۴ آوریل، پاکستان صدور ویزا برای شهروندان هندی را به حالت تعلیق درآورد و حریم هوایی خود را به روی هواپیماهای هندی بست، دیپلمات‌های هندی را اخراج کرد و به مشاوران نظامی هندی دستور داد تا حداکثر تا ۳۰ آوریل این کشور را ترک کنند. با این حال، گذرگاه کارتارپور برای زائران سیک همچنان باز بود. پاکستان همچنین تمام تجارت خود با هند را قطع کرد. پاکستان نیز در تلافی، در ۲۴ آوریل ۲۰۲۵، توافقنامه سیملا را به حالت تعلیق درآورد. مراسم مرزی عطاری-واگاه نیز کاهش یافت و دست دادن نمادین انجام نشد. خانواده‌های مهاجر از طریق مرز تحت تأثیر قرار گرفتند و ویزای آنها لغو شد.

## تشدید تنش زمینی
پس از این حمله، عملیات محاصره و جستجوی مشترک توسط ارتش هند، نیروهای شبه‌نظامی و پلیس جامو و کشمیر آغاز شد. در پهلگام قرنطینه موقت اعمال شد و بالگردهای ارتش هند برای ردیابی شبه‌نظامیان مستقر شدند که طبق گزارش‌ها به ارتفاعات بالای رشته‌کوه پیر پنجال گریخته‌اند.
عملیات ضد شورش نیز در این منطقه انجام شد. در ۲۴ آوریل، یک سرباز هندی در جریان درگیری مسلحانه با شورشیان در منطقه باسنتگار در اودامپور کشته و دو سرباز دیگر زخمی شدند. در همان درگیری، الطاف لالی، فرمانده ارشد لشکر طیبه، توسط نیروهای امنیتی کشته شد. در تاریخ ۲۶ آوریل، پرسنل امنیتی خانه‌های تروریست‌های مظنون را در ولسوالی‌های پولواما و کولگام از طریق انفجارهای کنترل‌شده تخریب کردند. به گفته مقامات هندی، هر دو نفر ظاهراً با حمله پهلگام مرتبط بوده‌اند.
نیروهای هوایی پاکستان و هند پروازهای فشرده‌ای را در نزدیکی خط کنترل انجام دادند. یک سرباز نیروی امنیت مرزی هند متعلق به گردان ۱۸۲ نیروی مرزی هند پس از ورود تصادفی به سمت پاکستانی مرز فیروزپور توسط رنجرهای پاکستانی دستگیر شد.
بین ۲۴ آوریل و ۱ مه، ارتش‌های هند و پاکستان درگیر درگیری و تبادل آتش با سلاح‌های سبک شدند. بنا به گزارش‌ها، ارتش پاکستان در بخش‌های مختلف در امتداد خط کنترل، تیراندازی با سلاح‌های سبک را آغاز کرد که توسط رسانه‌های هندی «بی‌دلیل» توصیف شد. ارتش پاکستان اعلام کرد که دو پهپاد کوادکوپتر نظامی هند را در امتداد خط کنترل در بخش ساتوال و در بخش مناور در شهرستان بهیمبر سرنگون کرده است.
در ۲۸ آوریل، وزیر دفاع پاکستان، آصف، اظهار داشت که حمله نیروهای مسلح هند «قریب‌الوقوع» است. در ۳۰ آوریل، پاکستان ادعا کرد که «اطلاعات موثقی» دارد مبنی بر اینکه هند قصد دارد ظرف چند ساعت اقدام نظامی انجام دهد. در شب ۲۹ آوریل، نیروهای پاکستانی در مرز بین‌المللی در امتداد کشمیر آتش گشودند. در اول ماه مه، وزیر کشور هند، آمیت شاه، گفت که هر تروریستی که در این حمله دست داشته باشد، توسط هند در امان نخواهد ماند.
در ۳ مه، یک سرباز از نیروهای ویژه پاکستان پس از عبور از مرز به سمت هند توسط نیروهای مرزبانی هند دستگیر شد.
در تاریخ ۵ مه، وزارت کشور هند از «دفاع مدنی مؤثر در صورت حمله خصمانه» در ۷ مه در ۷ ایالت خبر داد. آخرین بار چنین رزمایش‌هایی توسط هند در سال ۱۹۷۱ انجام شد. طبق گزارش‌ها، این رزمایش شامل عملیاتی کردن آژیرهای هشدار حمله هوایی، اقدامات خاموشی در هنگام تصادف، آموزش دفاع مدنی به غیرنظامیان و طرح‌های تخلیه است.
در ۶ مه، هند حملات موشکی به پاکستان را آغاز کرد. جت جنگنده رافال مجهز به موشک کروز اس‌سی‌ای‌ال‌پی برای حمله به چندین شهر پاکستان مورد استفاده قرار گرفت. این اهداف شامل بهاوالپور، موریدکه، گلپور، بهمبر، چاک امرو، باغ، کوتلی، سیالکوت و مظفرآباد است. بنا به گزارش‌ها، حمله بهاولپور منجر به کشته‌شدن دستیاران نزدیک و اعضای خانواده مسعود اظهر، رهبر جیش محمد، شد. در پاسخ، شهباز شریف، نخست‌وزیر پاکستان، گفت که این کشور به حملات «بزدلانه» هند پاسخ خواهد داد. منابع پاکستانی بعداً از سرنگونی پنج جت جنگنده هندی بر فراز حریم هوایی هند خبر دادند. پس از این حملات، نیروهای پاکستانی و هندی آتش توپخانه سنگینی را به سمت خط کنترل تبادل کردند که منجر به کشته شدن ۱۲ غیرنظامی هندی شد.

### رهاسازی آب رودخانه
پس از تعلیق معاهده آب‌های سند ۱۹۶۰ در ۲۳ آوریل، گزارش‌های محلی در ۲۶ و ۲۷ آوریل از مظفرآباد پاکستان منتشر شد که حاکی از آن بود که هند بدون اطلاع قبلی آب سد آوری را به رودخانه جهلم رها کرده و باعث سیل، سطح بالای آب و وحشت شده است. گزارش‌ها همچنین ادعا می‌کنند که رودخانه چناب در سیالکوت پاکستان با کاهش قابل توجهی در سطح آب مواجه شده است و تصاویر ماهواره‌ای نشان دهنده خشک شدن قابل توجه بستر رودخانه است. در ۴ مه ۲۰۲۵، گزارش شد که هند سد باگلیهار بر روی رودخانه چناب را بسته است و قصد دارد همین کار را در سد کیشانگانگا بر روی رودخانه نیلوم نیز انجام دهد.

## واکنش‌ها
سازمان ملل متحد از هر دو طرف خواست که «حداکثر خویشتنداری» را داشته باشند و مسائل را از طریق دیپلماتیک حل کنند.
در ۲۵ آوریل، جمهوری اسلامی ایران، پیشنهاد میانجیگری برای یافتن راه‌حلی با هدف کاهش تنش بین پاکستان و هند را ارائه داد.
روسیه در آوریل ۲۰۲۵، پس از حمله پهلگام در جامو و کشمیر، هشدار مسافرتی صادر کرد و به شهروندان خود نسبت به سفر به پاکستان هشدار داد. در این اطلاعیه به افزایش خطرات امنیتی در منطقه اشاره شده است. بریتانیا نیز تقریباً در همان زمان هشدار مشابهی صادر کرد که عمدتاً به خط کنترل اشاره داشت. وانگ یی، وزیر امور خارجه چین، خواستار کاهش تنش بین دو کشور شد. بنگلادش و امارات متحده عربی از مذاکرات صلح حمایت کردند.
وزارت امور خارجه ایالات متحده آمریکا با به‌روزرسانی هشدار سفر خود، سطح ۴ هشدار «سفر ممنوع» را برای جامو و کشمیر هند صادر کرد و به خطرات بالای تروریسم و ناآرامی‌های مدنی اشاره کرد. علاوه بر این، سفارت ایالات متحده آمریکا در دهلی نو تأیید کرد که از نزدیک اوضاع را زیرنظر دارد و خواستار محاکمه عاملان این حادثه شد و حمایت خود را از تلاش‌های هند در مبارزه با تروریسم مجدداً تأیید کرد. بعداً، در ۲۶ آوریل ۲۰۲۵، رئیس‌جمهور آمریکا، دونالد ترامپ بحران دیپلماتیک را کم‌اهمیت جلوه داد و اظهار داشت که دو ملت «۱۵۰۰ سال است که با هم می‌جنگند»، با وجود اینکه بحران کشمیر در سال ۱۹۴۷ آغاز شد. مارکو روبیو، وزیر امور خارجه ایالات متحده آمریکا، اظهار داشت که پس از تماس تلفنی با مشاور امنیت ملی هند، آجیت دووال، پس از عملیات سیندور، اوضاع را از نزدیک زیر نظر دارد.
اعضای جامعه هندی‌های مقیم خارج از کشور در مقابل ساختمان کمیسیون عالی پاکستان در لندن اعتراض کردند.
دولت هند متعاقباً چندین کانال یوتیوب مستقر در پاکستان را به دلیل انتشار محتوای تحریک‌آمیز و حساس به جامعه، و همچنین روایت‌های دروغین که کشور، ارتش و سازمان‌های امنیتی آن را هدف قرار می‌داد، مسدود کرد و همچنین حساب‌های اینستاگرام چندین سلبریتی پاکستانی را مسدود کرد.
در مه ۲۰۲۵، ائتلافی از بازیگران پاکستانی شامل اندان سیقودی و غلام محی الدین خواستار مذاکرات صلح شدند و بر نیاز فوری به گفتگو و تفاهم برای تقویت هماهنگی و حل منازعه تأکید کردند.